# Публий Елий Туберон (претор)
Публий Елий Туберон (на латински: Publius Aelius Tubero) е политик на Римската република. Той произлиза от плебейската фамилия Елии, клон Туберон.
Публий Елий Туберон е плебейски едил през 202 пр.н.е. с колега Луций Леторий. През 201 пр.н.е. той е претор и получава провинция Сицилия. През 189 пр.н.е. е в комисия за римската провинция Азия при Антиох III Велики. През 177 пр.н.е. той служи като претор.